# Emil Gampe

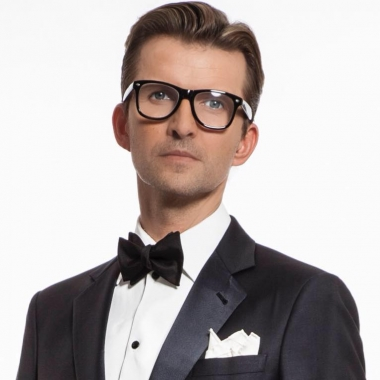
Emil Gampe

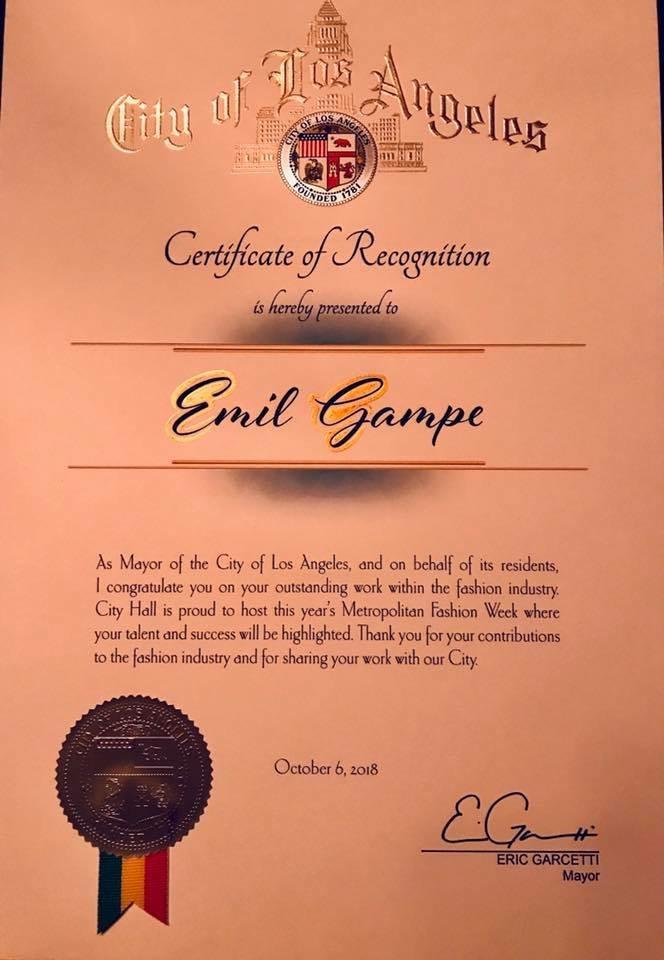
Auszeichnung für Emil Gampe von Bürgermeister von Los Angeles

Emil Gampe (* 25. Juni 1969 in Linz) ist ein österreichischer Modedesigner und -produzent, der in Los Angeles lebt. Er ist der Schöpfer des Modelabels EMILcouture.

## Werdegang
Gampe machte nach der Matura im Bundesrealgymnasium Traun eine Ausbildung zum Textilingenieur in Wien und lernte Mode an der Central Saint Martins Hochschule für Kunst und Design in London. Er arbeitete als Designer und Modeproduzent in London und New York und etablierte sein Label EMILcouture in Los Angeles, das auf den Oscars, den Grammys, den Golden Globes, uvm. getragen wurde.
2010 machte Gampe den ersten Platz als Modeexperte in der amerikanischen Reality-TV-Serie Launch My Line. Seine Partnerin war die prominente amerikanische Schmuck-Designerin Kathy Rose.
Im Oktober 2018 erhielt Gampe eine Auszeichnung des Bürgermeisters von Los Angeles, Eric Garcetti, für seine außerordentlichen Beiträge zur Modewelt.
Gampe ist auch als „Österreichischer Valentino“ bekannt.